# Bembla
Pour l’article homonyme, voir Bembla (délégation).
Bembla (arabe : بنبلة) est une ville située à quelques kilomètres au sud de Monastir dans le Sahel tunisien.
Rattachée administrativement au gouvernorat de Monastir, elle constitue une municipalité comptant 16 078 habitants en 2014.
Elle accueille de nombreuses entreprises de confection textile et abrite un centre de formation professionnelle pour l'industrie textile.

## Personnalités
Elle est connue pour la personnalité historique de Salem Bouhageb (1827-1924), un réformateur et jurisconsulte tunisien qui y a vu le jour et pour lequel un festival polyculturel est dédié.